# Mauri Pekkarinen
Reijo Mauri Matias Pekkarinen, né le 6 octobre 1947 à Kinnula, est un homme politique finlandais, membre du Parti du centre (Kesk).

## Biographie
En mars 1979, à seulement 31 ans, il est élu député à la Diète nationale. Il entre en 1982 à la commission des Finances. Lorsque le libéral Esko Aho forme son gouvernement le 26 avril 1991, Mauri Pekkarinen est nommé ministre de l'Intérieur.
Le Parti du centre étant renvoyé dans l'opposition quatre ans plus tard, il doit quitter l'exécutif, mais devient président de la commission des Finances. Après les élections législatives de mars 1999, il est porté à la présidence du groupe parlementaire du Kesk, qui reste dans l'opposition.
Finalement, le parti revient au pouvoir à la suite du scrutin parlementaire de mars 2003. Le 17 avril suivant, Anneli Jäätteenmäki le choisit en tant que ministre du Commerce et de l'Industrie dans son gouvernement, un poste qu'il conserve dans le cabinet que doit former, dès le 24 juin suivant, Matti Vanhanen.
Reconduit dans ses fonctions dans le gouvernement Vanhanen II le 18 avril 2007, il prend le titre de ministre des Affaires économiques le 1er janvier 2008, à la suite de la fusion du ministère du Commerce et de l'Industrie et du ministère du Travail.
En juin 2010, il décide de briguer la présidence du Parti du centre, après l'annonce par Vanhanen de son retrait. Le 10, il est battu au second tour de scrutin, avec 43 % des suffrages, par la ministre de l'Administration publique, Mari Kiviniemi. Il est cependant maintenu à son ministère dans le gouvernement qu'elle constitue le 22 juin.
Aux élections législatives d'avril 2011, le Kesk se classe en quatrième position et retrouve les bancs de l'opposition. Alors qu'il quitte le gouvernement le 22 juin, Mauri Pekkarinen est désigné président de la commission de l'Économie de la Diète nationale, où il a été réélu pour un neuvième mandat consécutif.
Marié à Reija Mononen depuis 1972, il est père de quatre enfants, nés entre 1973 et 1988. Il réside à Jyväskylä, en Finlande-Centrale.